# Juncus nupela
Juncus nupela là một loài thực vật có hoa trong họ Juncaceae. Loài này được Veldkamp mô tả khoa học đầu tiên năm 1977.